# NGC 2985
NGC 2985 ist eine Spiralgalaxie vom Hubble-Typ (R')SA(rs)ab im Sternbild Großer Bär. Sie ist schätzungsweise 64 Millionen Lichtjahre von der Milchstraße entfernt.
NGC 2985 liegt ungefähr 35′ östlich des 5-mag-Sterns 27 Ursae Majoris.
Das Objekt wurde am 3. April 1785 vonseiten deutsch-britischen Astronomen William Herschel mit einem 48-cm-Teleskop entdeckt.